# Carel Willink

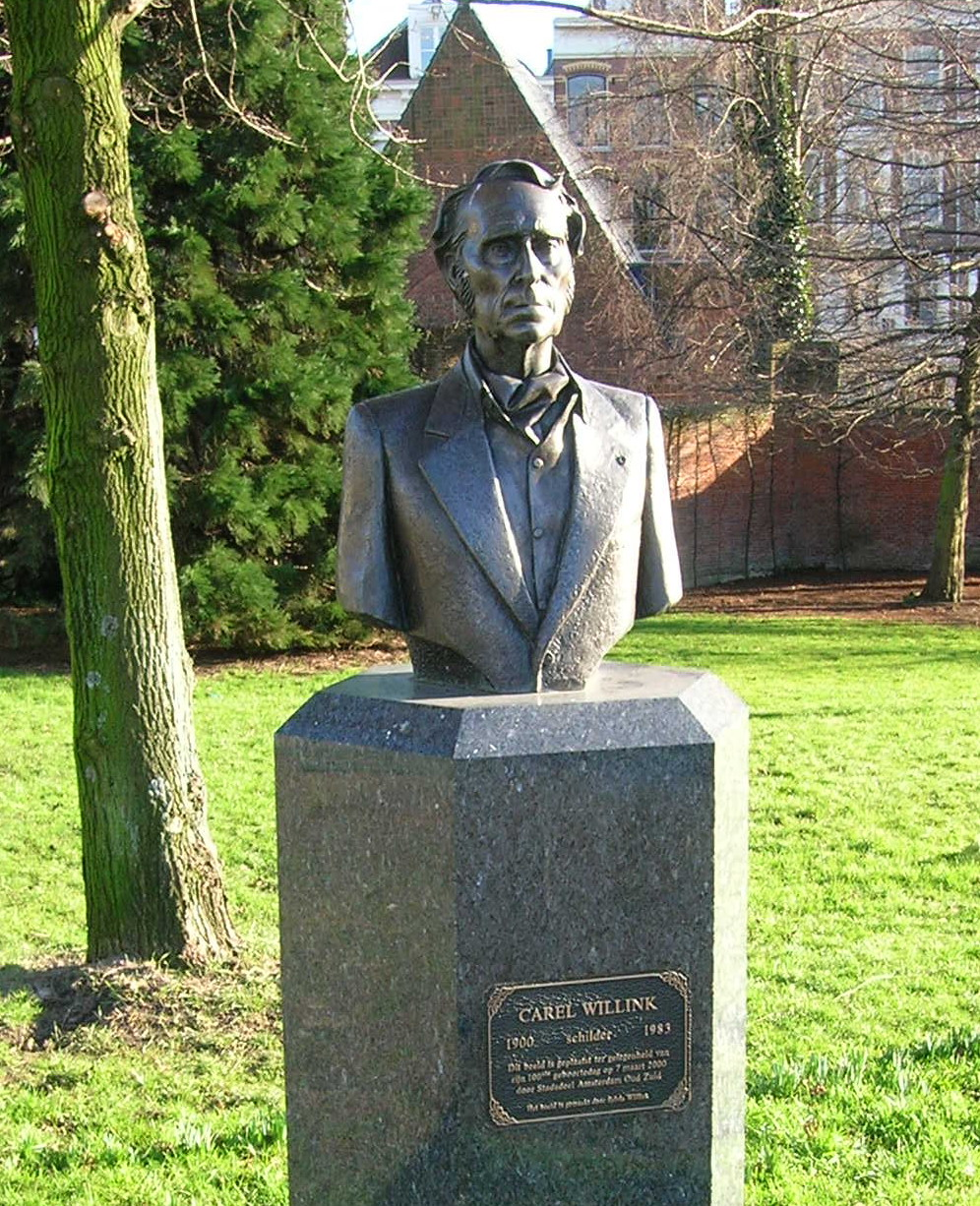
Borstbeeld van Carel Willink, sinds 2000 in het Carel Willinkplantsoen, vervaardigd door Sylvia Willink

Albert Carel Willink (Amsterdam, 7 maart 1900 – aldaar, 19 oktober 1983) was een Nederlands kunstschilder. Hij wordt gezien als de belangrijkste schilder van het magisch realisme, een schilderstijl die met licht, kleur, vorm en diepte een vervreemdende sfeer schept. De voorstellingen ogen reëel, maar zijn uitsluitend mogelijk in de fantasie.
Willink zelf hield niet van de benaming magisch realisme, hij noemde het liever imaginair realisme, het zo realistisch mogelijk schilderen van de verbeelding. In zijn schilderijen combineerde Willink technische perfectie, fotorealisme en een extreem gevoel voor detail met een dreigende, mysterieuze en onwerkelijke sfeer.

## Jeugd
Willink werd in 1900 geboren te Amsterdam, als oudste van de twee zonen van Jan Willink en Wilhelmina Altes. Zijn vader had het, in die dagen zeer zeldzame, beroep van autohandelaar en was daarnaast ook amateurschilder. Hij stimuleerde zijn zoon om ook te gaan schilderen en Carel maakte zijn eerste schilderij toen hij 14 jaar was. Hij volgde de HBS en studeerde van 1918-1919 medicijnen om vervolgens een jaar bouwkunde te studeren aan de Technische Hogeschool Delft. Hij kon op beide opleidingen zijn draai niet vinden en besloot te kiezen voor een leven als kunstschilder. Carel Willink wilde graag naar Parijs, maar omdat zijn vader de nodige goudmarken over had, kon Willink met dat geld alleen terecht in Berlijn. Daar werd hij echter afgewezen waarna hij enkele weken aan de Staatliche Hochschule in Berlijn studeerde. Uiteindelijk werkte hij drie jaar aan de Internationale Vrije Academie van Hans Baluschek.

## Privéleven

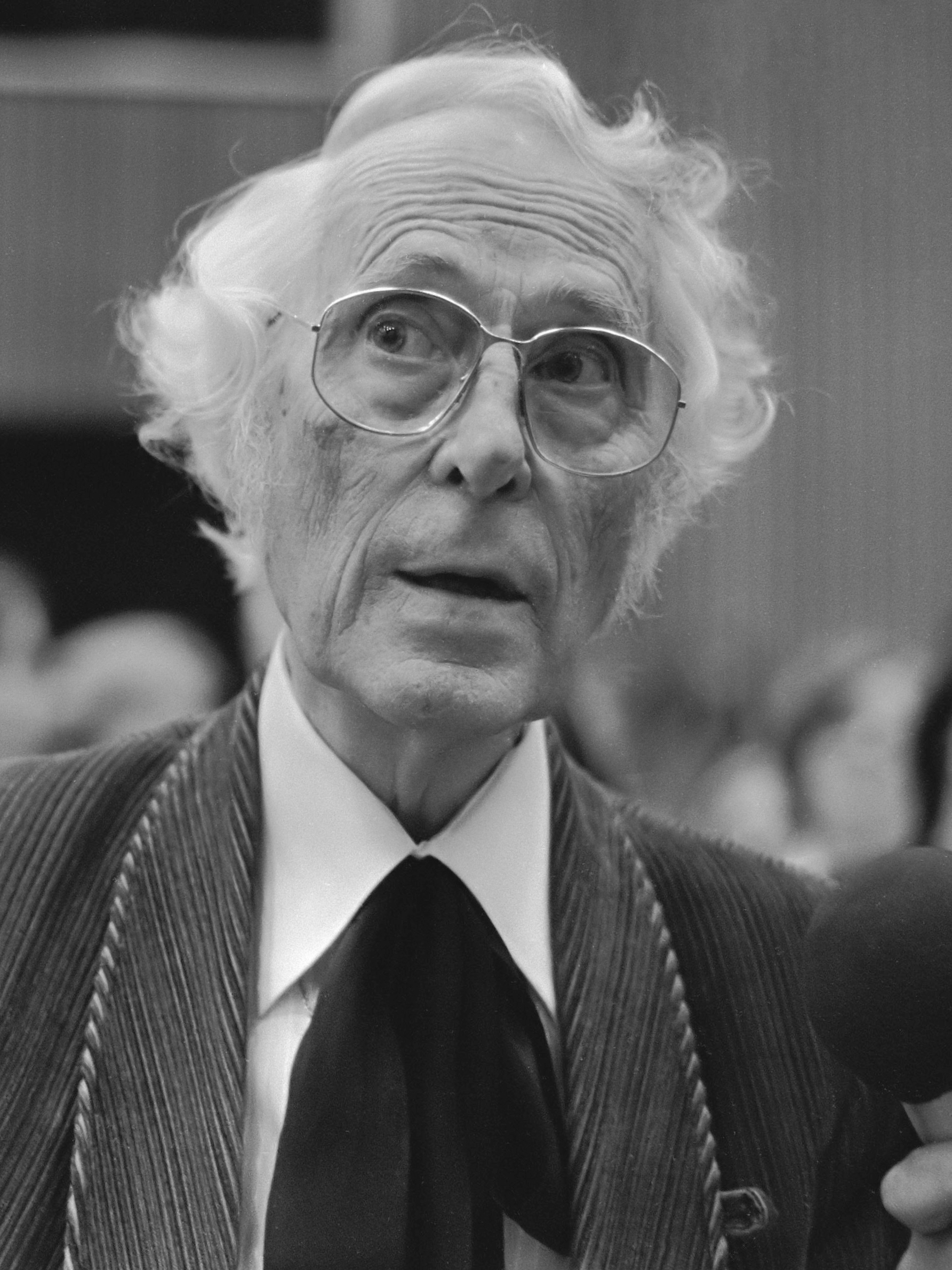
Carel Willink in 1980

Willinks eerste echtgenote was Mies van der Meulen (1900-1988) met wie hij in 1927 trouwde. Er ontstond een driehoeksverhouding met de bij hen inwonende schrijver Rein Blijstra, maar Van der Meulen koos uiteindelijk voor Blijstra. Willink en Van der Meulen gingen in 1928 alweer uit elkaar. Willink hertrouwde in 1930 met Wilma Jeuken (1905-1960), na dertig jaar huwelijk overleed zij aan een hersenbloeding.
In 1962 kreeg hij een relatie met de veel jongere Mathilde de Doelder. Mathilde bleek later verzot op de dure kleding van o.a. Fong Leng en ze kleedde zich altijd in extravagante jurken en gebruikte uitzinnige make-up. Er werd beweerd dat Willink de make-up maakte voor Mathilde, maar olieverf is giftig, dus werd deze gemaakt met make-up uit een theaterwinkel genaamd "Witbaard" vlak om de hoek. Door haar werd Willink van lieverlede steeds meer in "roddelbladen" genoemd en hun excentrieke relatie werd breed uitgemeten in de media. In 1969 traden ze in het huwelijk. Willink kreeg echter al snel genoeg van het veeleisende optreden en gedrag van Mathilde. In 1975 koos Willink definitief een nieuwe levensgezellin, de kunstenares Sylvia Quiël. Toen Mathilde uit jaloezie in 1975 Willinks lievelingsschilderij, een portret van zijn tweede vrouw Wilma uit 1952, ernstig had beschadigd wees Willink haar de deur en op 5 juli 1977 trouwde hij voor de vierde keer, nu met Sylvia. Tot zijn dood zouden zij bij elkaar blijven. Willink schilderde haar drie keer en Sylvia Willink maakte een borstbeeld van haar echtgenoot. Ook stelde zij in 1999 de biografie Een eeuw Willink samen. Ze beheert tevens Willinks auteursrechten.
Ter gelegenheid van zijn honderdste geboortedag heeft het stadsdeel Amsterdam Oud-Zuid in een plantsoentje aan de Ruysdaelkade een door Sylvia Willink vervaardigd borstbeeld van Carel Willink onthuld, samen met burgemeester Schelto Patijn. Het plantsoentje heet sindsdien het Carel Willinkplantsoen. Het borstbeeld is een geste van Sylvia Willink; zij was tevens bij de onthulling aanwezig.

## Kunststromingen

### Abstract (1920-1923)
Tijdens zijn jaren op de academie experimenteerde Willink met allerlei kunststromingen. Al snel raakte hij onder de indruk van het expressionisme van George Grosz en Otto Dix. Weer later maakte hij collages in de stijl van Kurt Schwitters. Bij zijn afstuderen raakte hij sterk onder invloed van het werk van Wassily Kandinsky en het constructivisme, en maakte hij een aantal volledig abstracte schilderijen en aquarellen. In 1923 exposeerde hij in Berlijn met de Novembergruppe in het Glaspalast bij de Lehrter Bahnhof. De kritieken waren heel goed (getuige de plakboeken van Willink, te zien in het Rijksmuseum te Amsterdam, dat de plakboeken momenteel in bruikleen heeft).

### Kubist (1923-1926)
Bij zijn terugkomst in Nederland begon hij te experimenteren met kubisme en futurisme en werd hij lid van de avant-gardekunstgroep De Driehoek. Via deze groep kwam hij in contact met de schrijver E. du Perron. Hij zou een belangrijk adviseur en goede vriend blijven voor Willink tot aan zijn vroege dood in de meidagen van 1940.
Daarna ontwikkelde Willink een geheel eigen schilderstijl: een soort kubisme met sterke figuratieve elementen die een duidelijke samenhang hebben. Deze stijl was, wat kleurgebruik en compositie betreft, verwant aan het werk van Fernand Léger. Duidelijke voorbeelden van deze stijl zijn de schilderijen Drie Vrouwen, De Zilveren Bruiloft en De Klok. Willink wist zich met deze werken te ontwikkelen tot een redelijk succesvol kunstenaar.

### Neoclassicisme (1926-1931)
In 1926 vertrok Willink voor een studiereis naar Parijs. Daar kwam hij in contact met het neoclassicisme van Pablo Picasso en zijn figuratieve schilderijen, veelal met klassieke onderwerpen maar wel een enigszins kubistisch karakter. Willink maakte in deze periode een aantal bekende werken als Duiven, Meisje met Duif en Rustende Venus.

### Magisch realisme (1931-1983)

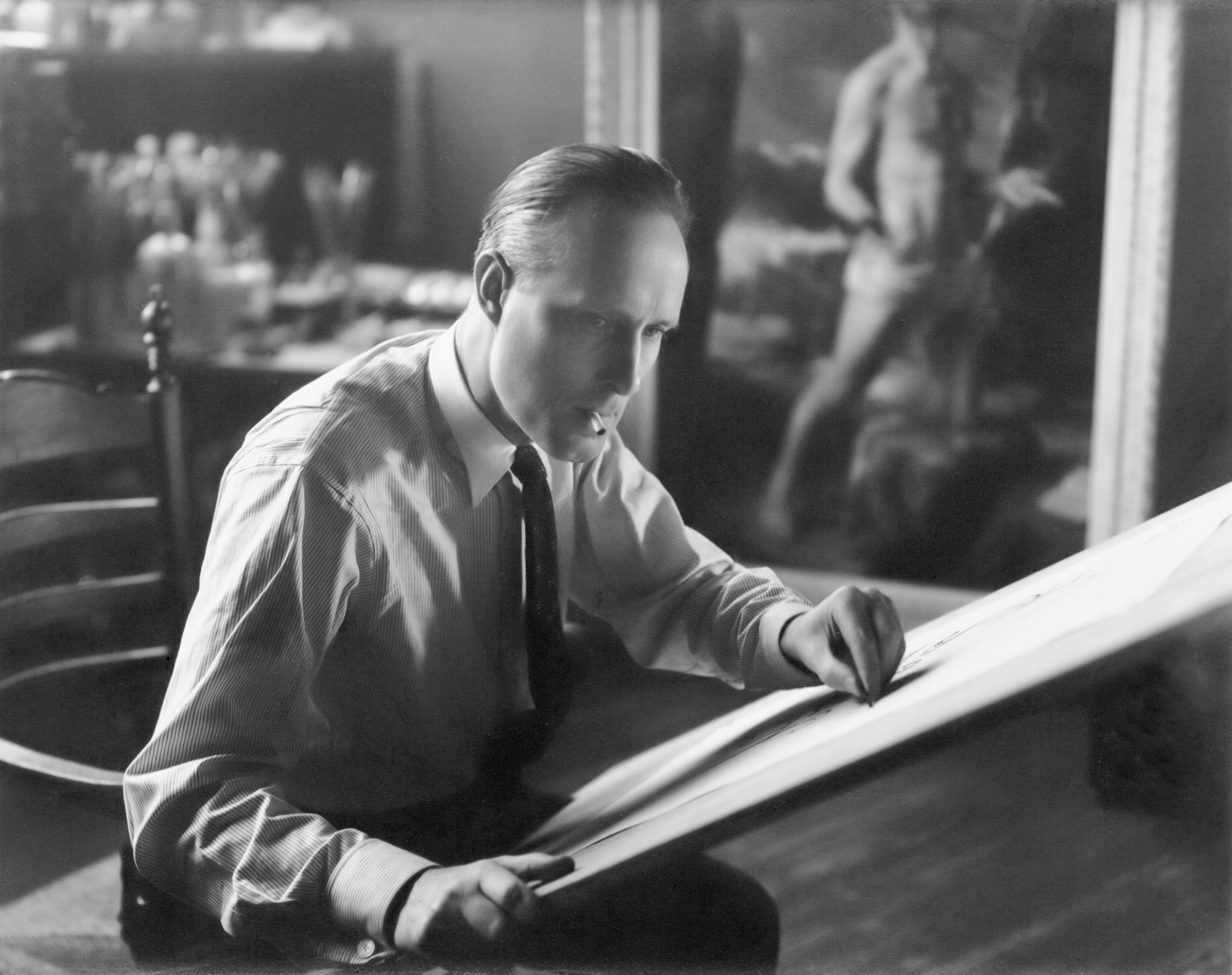
Carel Willink (1947)

Op aanraden van zijn vriend Du Perron begon hij steeds realistischer te schilderen. Willink maakte zich in deze tijden ook zorgen over de toekomst: de crisisjaren, de beurscrash, de depressie en de opkomst van communisme, fascisme en nazisme zorgden voor onzekere tijden. Hij werd moe van de oneindige reeks experimenten in de schilderkunst en had veel kunststromingen zien komen en gaan. Hij besefte dat schilderen voor hem de enige manier was om iets na te laten na zijn dood. Omdat de vele experimentele kunststromingen in zijn ogen modegevoelig waren besloot hij terug te grijpen op traditionele schildertechnieken. Zo ontwikkelde zich zijn tijdloze zeer realistische schilderstijl waarin vaak een dreigende, beklemmende en depressieve sfeer heerst.
Belangrijk voor Willinks stijlontwikkeling is zijn rondreis door Italië in 1931, waar hij gefascineerd raakte door klassieke beeldhouwwerken en renaissancearchitectuur. Beide elementen komen veelvuldig in zijn werk terug. Ook maakte hij kennis met het werk van Giorgio de Chirico wiens voorliefde voor leegte, diepte, vreemde lichtvallen en extreme schaduwen ook zou opkomen in het werk van Willink. Bij zijn terugkomst uit Italië begon Willink meteen te werken aan twee schilderijen: Late Bezoekers aan Pompeï en Jobstijding, die beide kenmerkend zouden worden voor zijn latere oeuvre.
Willinks eigen stijl paste goed binnen de trend van het magisch realisme en hij werd al snel het boegbeeld van deze groepering, waardoor hij een van de succesvolste schilders van de jaren 30 werd. In 1935 betrok hij een grachtenpand op de Amsterdamse Ruysdaelkade, en hij zou al zijn schilderijen daar op zijn zolderatelier maken.
In de oorlog werd het voor Willink moeilijker om nog schilderijen te verkopen. Maar hij weigerde ook maar één schilderij aan de Duitsers te verkopen. Er werden wel schilderijen van hem tentoongesteld in Duitsland, maar wel met de mededeling "buiten medewerking van de schilder tentoongesteld". Om toch in zijn levensbehoeften te voorzien begon hij met het maken van portretten. De fotorealistisch geschilderde portretten pasten perfect binnen zijn eigen magisch realistische schilderstijl en al gauw gingen ze een groot deel van zijn oeuvre omvatten. Hoewel hij een portret puur als broodwinning zag, werd hij de absolute grootmeester in dit genre. Willink was tot aan zijn dood Nederlands beroemdste, meest gevraagde en duurste portretschilder.

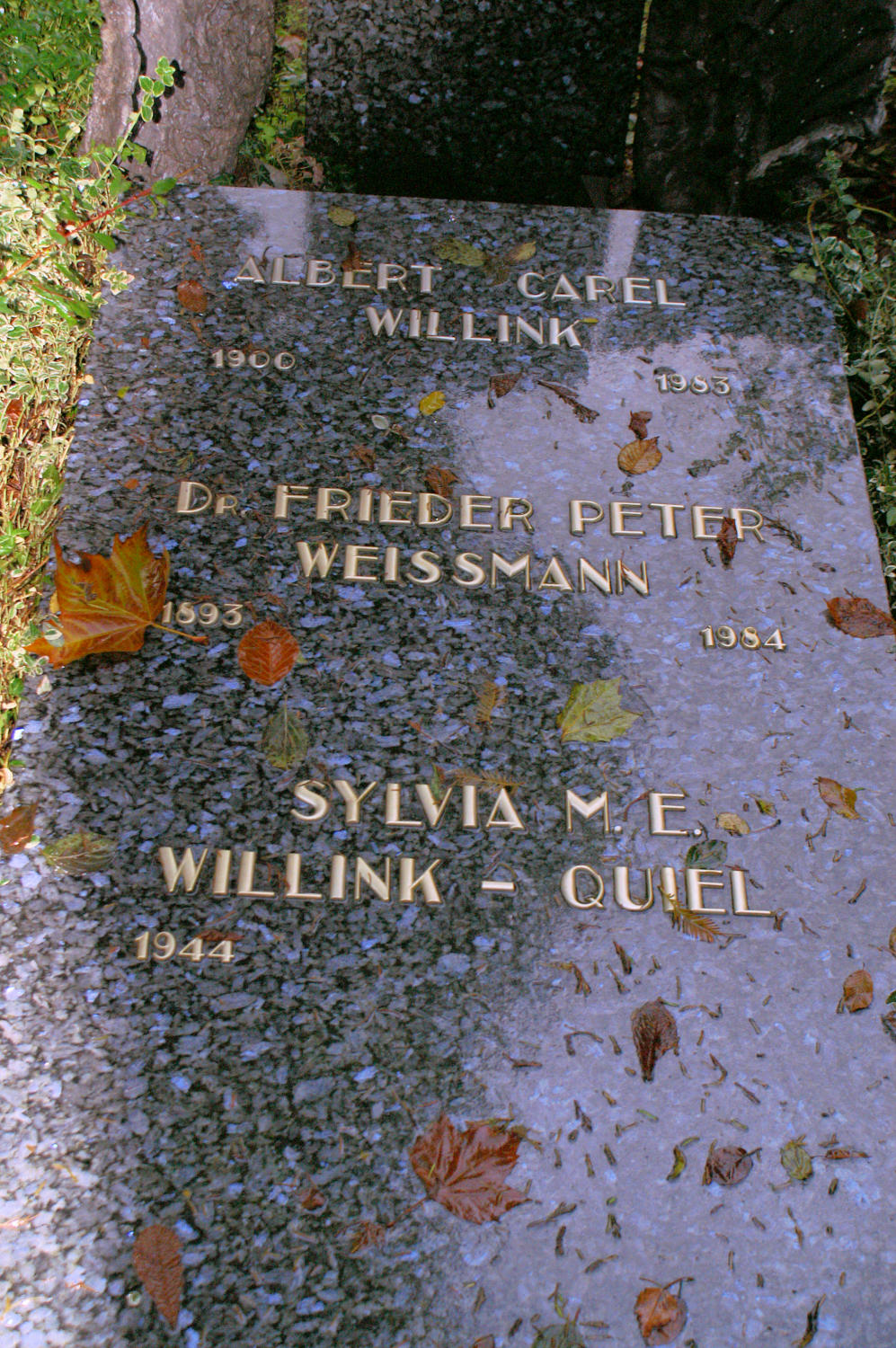
Graf van Carel Willink

Na de oorlog nam de artistieke belangstelling voor het magisch realisme af, en daarmee ook voor het werk van Willink. Dat kwam door de opkomst van het abstract expressionisme en de Cobrabeweging, en ook met de rebelse tijdgeest waarbij de figuratieve schilderkunst als ouderwets werd gezien.
Willink ging op zijn beurt in de tegenaanval met zijn boek De schilderkunst in een kritiek stadium (1950), waarin hij flink uithaalde naar de experimentele schilderkunst. Hij bleef de traditionele schildertechniek trouw. Ook de zakenwereld bleef verzot op zijn werk, getuige zijn vele portretten die hij voor captains of industry en andere rijke zakenmensen maakte. Willinks vele opdrachten uit societykringen maakten zijn werk nog meer impopulair bij de avant-garde.
Hoewel zijn techniek onveranderd bleef, experimenteerde Willink wel met nieuwe onderwerpen. Tussen 1950 en 1965 maakte hij een serie schilderijen van veelal exotische dieren die hij in een ongebruikelijke omgeving integreerde. Een giraf of een neushoorn in een beeldentuin zorgt voor een vervreemdend effect. Ook stelde hij de moderne wetenschap tegenover de teloorgang van de klassieke cultuur met schilderijen waarop hij een lanceerinstallatie, een kerncentrale, een sloopmachine of atoomexplosie combineerde met verwoeste tempels of verweerde standbeelden. In 1960 maakte Willink een studiereis naar de Italiaanse Tuinen van Bomarzo. De bizarre, monsterachtige standbeelden, ontworpen door o.a. Pirro Ligorio, keerden een aantal malen terug in zijn werk.
In de jaren 70 vond er een opvallende verandering in het werk van Willink plaats: de vreemde lichtvallen en dreigende donkere wolken maakten plaats voor fel daglicht, een strakblauwe lucht en kleine witte wolkjes. Schilderijen als Rustende dryade en Portret van Rik (de vriend van Johan Polak) getuigden van een positieve levensvisie en hoop voor de toekomst. Het jaar 1980 zag een grote expositie van het oeuvre van Willink in het Stedelijk Museum, ter ere van de tachtigste verjaardag van de schilder. In datzelfde jaar nam hij deel aan de Franse tentoonstelling Les Réalismes. Willink voelde zich nu pas erkend als serieus kunstschilder. Hij overleed in 1983 kort na de publicatie van zijn geautoriseerde biografie Willinks Waarheid. Hij ligt begraven op Zorgvlied. Het grafmonument is ontworpen door zijn weduwe Sylvia Willink.

## Schilderstijl
Willink maakte tussen 1917 en 1983 in totaal meer dan 325 schilderijen en aquarellen. De laatste heeft hij niet af kunnen maken en staat nog op zijn schildersezel.
Voornaamste kenmerken van zijn stijl:
- Een hyperrealistische, bijna fotografische manier van schilderen waarbij vooral het gevoel voor detail in het oog springt. Kleine voorwerpen op de achtergrond worden minutieus weergegeven, vezeltjes en draadjes van de stof worden tot in de kleinste details uitgeschilderd. Rimpeltjes, haartjes - alles moet exact met de realiteit overeenkomen.
- De situaties en de onderwerpen die Willink ons voorschotelt zijn onrealistisch, maar nooit onmogelijk. Willink laat vaak lege pleinen, lege terrassen, verlaten straten en onbewoonde landschappen zien. Af en toe zijn er mensen te zien die in hun eentje door de desolate omgeving lopen, vaak met een enorme schaduw achter zich. Zij tonen weinig emotie en ze lijken ook niet helemaal te passen in hun omgeving.
- Typerend voor Willink zijn de woeste, dreigende, donkere en vreemd gevormde wolken die een groot gedeelte van het schildersdoek vullen. Terwijl bij veel schilders de wolken slechts als decor worden gebruikt, lijken bij Willink de wolken belangrijker dan de voorstelling zelf. Wolken symboliseren de emoties van voorstellingen en de personen die erin voorkomen.
- In schril contrast met de donkere wolken staat de vreemde lichtval: een fel wit licht valt op de gebouwen en beelden en zorgt voor een vreemde schaduwwerking. Het licht lijkt vanaf de grond te komen, net alsof iemand een schijnwerper op de gebouwen heeft gezet.
- Een ander belangrijk kenmerk is de enorme diepte die in de schilderijen zit. Willink plaatste vaak een repoussoir en schilderde daarachter een landschap dat kilometers ver weg lijkt te wijken. Willink wist dit effect van diepte te creëren door een optimaal gebruik van overlapping en atmosferisch perspectief.
- In veel schilderijen laat Willink een voorliefde voor klassieke architectuur zien. Griekse tempels worden afgewisseld met renaissancebouwwerken en 19e-eeuwse Nederlandse architectuur. Grachtenpanden, statige herenhuizen en landgoederen komen veelvuldig in het werk van Willink voor. Het meest opvallende is zijn voorliefde voor klassieke beeldhouwwerken: in meer dan honderd schilderijen duiken standbeelden van Griekse goden op. Ook de monsterbeelden uit de beeldentuin van Bomarzo verschijnen in zes schilderijen.
- Willink beeldde in veel schilderijen ook zijn vrouwen af. Zijn eerste vrouw schilderde hij tweemaal. Wilma dook 11 keer in zijn schilderijen op, Mathilde verscheen 5 keer in zijn werk en Sylvia was 3 keer te zien als naakte schoonheid. Willink maakte ook een aantal zelfportretten en ook was hij samen met Wilma te zien in twee dubbelportretten.
- Willink schilderde 16 schilderijen waarin dieren de hoofdpersonen waren. Al deze dieren bevonden zich in een vreemde en voor hen ongebruikelijke omgeving.
- Willink schilderde 19 schilderijen waarin de moderne wereld met oorlog, techniek en wetenschap botst met de oude beschaving. De oude beschaving gaat hierbij altijd ten onder.
- Willink schilderde 52 portretten, bijna allemaal in opdracht. Opvallend is dat Willink zich niet aanpaste aan zijn klanten, maar zijn klanten juist aan hem. Ze kozen ervoor om zich in een typisch Willinklandschap met bijbehorende wolkenlucht af te laten beelden. Willinks portretten verschilden in niets van zijn autonome werk. Vaak staan de personen in een landschap dat gebaseerd is op de werkelijkheid, maar dat door compositie, diepte en lichtval onwerkelijk is geworden. De personen fungeren als repoussoir om dit landschap diepte te geven. Ze vertonen geen emoties en kijken strak voor zich uit. Met kleine details op de achtergrond en in de kleding vertelt Willink over het karakter van de personages. In zijn atelier had hij paspoppen waarover hij kleding hing zodat hij de kleding minutieus kon naschilderen.

Willink deed soms maandenlang over het schilderen van een portret en hij werd door velen gezien als de allerbeste in het genre. Hij was tevens de duurste: een portret kostte in de jaren 50 al 10.000 gulden, in de jaren 60 was dat al 30.000, in de jaren 70 was het zelfs 60.000 gulden. Gigantische bedragen in die tijd.
Tot de geportretteerden behoorden ook een aantal beroemdheden zoals koningin Juliana, Cola Debrot, Roland Holst, Freddy Heineken, actrice Ank van der Moer en vele ministers en burgemeesters.

## Schildertechniek
Willink gebruikte nooit de glaceertechniek die door veel realistische schilders wordt gebruikt. Willinks methode verschilde van het werk van veel andere schilders:
- Hij maakte eerst in houtskool een studie, vaak meerdere, die al dan niet tot in detail werden uitgewerkt. Sommige werden nog opgehoogd met wit krijt, andere weer in kleur.
- Nadat de studie(s) klaar was/waren, werden eerst de contouren in Oost-Indische inkt met een rotringpen bepaald.
- Op zijn palet maakte Willink een hele rij van grijswaarden, die van donker naar licht liepen. Hiermee schilderde hij het hele schilderij in het licht; alles met tempera.
- Hij dekte de grisaille af met een laag gebleekte schellak, een soort tussenvernis waardoor hij de verflaag die daar overheen kwam, bij eventuele mislukking kon weghalen met terpentine. Schellak kan alleen met alcohol verwijderd worden waardoor de terpentine de onderschildering nooit kon aantasten. Ook kon de tempera de olieverf niet in zich opnemen. Het gebruik van schellak in de schilderkunst is hoogst ongebruikelijk.
- Willink schilderde daarna de definitieve vrij stevige olieverflaag. Deze verflaag was vrij dik. Willink was hier soms weken mee bezig.
- De laag werd "nat in nat" geschilderd. Hierbij schilderde hij zo lang, totdat ieder detail hyperrealistisch en naar zijn tevredenheid was geschilderd.
- Voor kleurovergangen van licht naar donker gebruikte hij altijd waaierpenselen.
- Voor verweringen aan standbeelden en huizen, voor rotsblokken, barstjes in boomstammen, haren en kleine blaadjes gebruikte hij altijd kleine paletmesjes waarmee hij de verf opbracht.
- Voor alle kleine details gebruikte hij minuscule marterharen penselen.
- Willink gebruikte nooit de glacis, omdat dit volgens hem de bovenlaag kwetsbaar maakte.

### Technische bijzonderheden
- Op een enkel schilderij na, zijn alle werken van Willink geschilderd op linnen. Willink prepareerde zijn doeken altijd zelf. Dit deed hij volgens het boek van professor Max Doerner, over de schilderkunst. Hierbij bracht hij eerst een basislaag van 70 gram lijm op 1 liter water aan. Vervolgens maakte hij een papje van lijmwater, krijt, zinkwit in de verhouding 1:2:1. Dit papje verrijkte hij nog met een klein beetje gekookte lijnzaadolie. Willink bracht 4 lagen van deze substantie kruislings over elkaar aan waarbij hij iedere laag tussendoor liet drogen. Ook schuurde hij iedere laag helemaal glad voordat hij de volgende laag aanbracht. Hierdoor verdwenen alle onregelmatigheden die tijdens het aanbrengen van de laag waren ontstaan. Het resultaat was een superglad oppervlak.
- Hij maakte zijn eigen tempera van caseïne.
- Willink schuurde, bij fouten, de verf altijd helemaal weg, hij schilderde er nooit overheen.
- Willink had een enorme hoeveelheid pigmenten in poedervorm. Deze mengde hij door de olieverf die uit tubes kwam. Zo komt het dat in Willinks schilderijen kleuren te zien zijn die niet in tubes voorkomen en die door menging heel moeilijk te maken zijn.
- Willink deed lang over het zogenaamde nat-in-nat schilderen. Om het droogproces te vertragen, hing hij een platte metalen deksel (die alle nog in zijn zolderatelier aanwezig zijn) over dat deel van het schilderij dat nog nat-in-nat geschilderd moest worden. Hierdoor kon Willink drie dagen lang nat-in-nat schilderen.
- Voor de portretten die hij schilderde streefde Willink een perfecte anatomische gelijkenis na. Om dit te bereiken mat Willink de lichaamsverhoudingen van de geportretteerde. Met liniaal mat hij de lengte van de handen, de lengte van de armen en de schouders. Met een passer en een meettang werden alle onderdelen van het gezicht opgemeten. Willink maakte vervolgens een schaalverdeling en maakte aan de hand hiervan de schets. Zodoende waren de lichamelijke verhouding exact hetzelfde als in het echt.
- Ook de kleding van de geportretteerde moest perfect lijken. Omdat de meeste klanten niet zo lang wilden stilzitten, kwamen ze alleen om te poseren voor hun gezicht en hun handen. Voor het schilderen van de kleding, gebruikte Willink een ledenpop, op ware grootte, die hij de kleding van de geportretteerde aantrok.
- Terwijl mensen altijd naar de werkelijkheid zijn geschilderd, zijn de achtergronden dat vaak niet. Willink ging nooit naar buiten toe, en daarom schilderde hij de beelden, huizen, dieren en landschappen altijd van foto's na.
- Willink kon jaren later zijn schilderijen nog veranderen. Achtergronden werden gewijzigd, personen werden toegevoegd of juist weggehaald. Er ontstonden in de loop van de tijd meerdere versies van een schilderij. Hij hield precies bij welke recepten hij voor welke verf gebruikte, en zo kon hij jaren later de juiste kleur nog terugvinden. Ook hield hij een schriftje bij met hoe hij bepaalde kleuren had gekregen, zodat hij die kleur later nog eens kon maken.

## Onderscheidingen

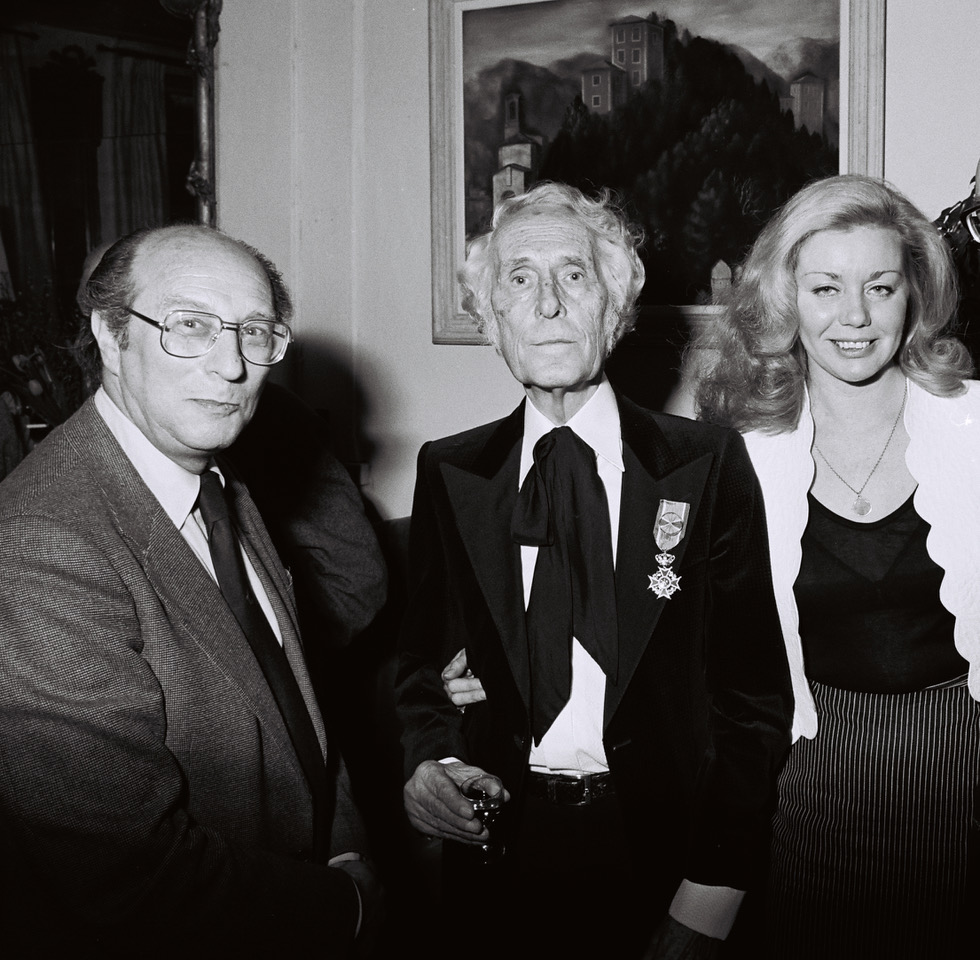
Wim Polak, Carel Willink en Sylvia Willink ter gelegenheid van benoeming tot officier Oranje Nassau. Foto: George Verkuil

Willink werd op 22 februari 1980 benoemd tot officier in de Orde van Oranje Nassau.

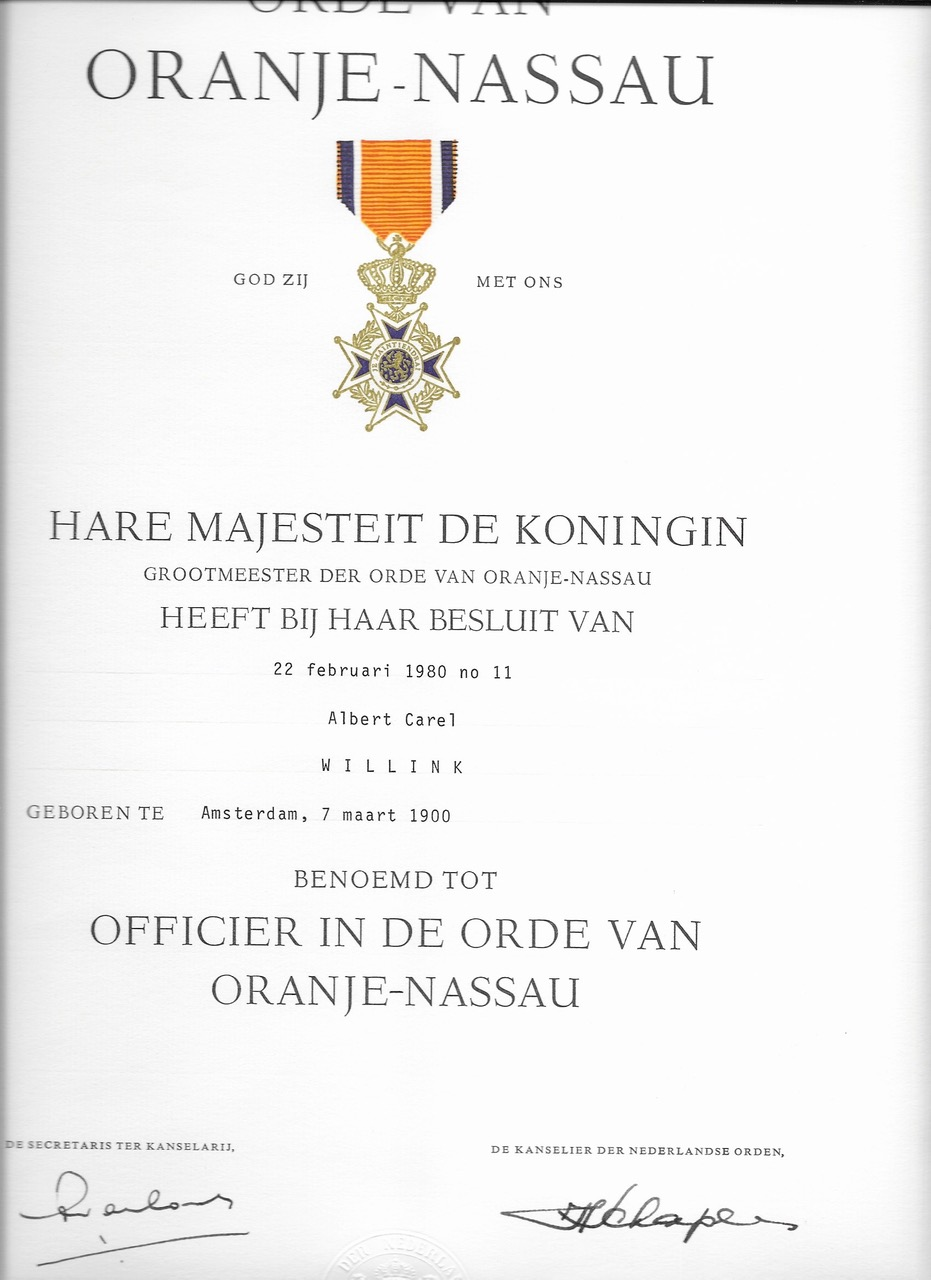
Oorkonde officier Oranje Nassau

## Wetenswaardigheden
Op de tentoonstelling "KASSANDRA Visionen des Unheils 1914-1945" in het Deutsches Historisches Museum Berlin in 2008 was Willink, als enige Nederlandse schilder, vertegenwoordigd met "Chateau en Espagne" (1939).
Carel Willink Kamer; vanaf februari 2009 is in Sociëteit De Groote Industriële Club op de Dam in Amsterdam een Carel Willink Kamer gekomen. Er hangen afbeeldingen van "de Zeppelin" (1933) en "Het Hart" (1924), alsmede die van een portret van Carel Willink, geschilderd door Sylvia Willink. De kamer werd later opgeheven.
Willinks schetsboeken zijn door zijn weduwe Sylvia Willink in november 2004 overgedragen aan het Rijksmuseum Amsterdam. Vanaf 2018 heeft de weduwe van Carel Willink, Sylvia Willink, een serie filmpjes gemaakt over het werk van Willink, de thema's en bijzonderheden daarvan, zoals een filmpje Willink van abstract naar realisme met beelden van onbekende of nooit getoonde schilderijen (deze filmpjes zijn op YouTube te zien).

## Beroemde werken
- 1924 - De zilveren bruiloft
- 1930 - Zelfportret met hoed
- 1931 - Late bezoekers van Pompeï
- 1932 - De jobstijding
- 1933 - De zeppelin
- 1934 - Het gele huis
- 1934 - Schilder met zijn vrouw
- 1939 - Simeon de Zuilheilige; Wilma en de kat
- 1942 - Babyportret; Landschap met omgevallen beeld
- 1945 - Meisje in renaissancekostuum
- 1948 - Portret van A. Roland Holst
- 1952 - Parc des Sceaux
- 1953 - De Yaks
- 1964 - Evenwicht der krachten
- 1965 - De eeuwige schreeuw
- 1968 - Uitdrijving van de oude geesten
- 1978 - Rustende Venus II
- 1977 - Rustende dryade

## Werk in openbare collecties (selectie)
- Bonnefantenmuseum, Maastricht
- Centraal Museum Utrecht
- Gemeentemuseum Den Haag, Den Haag
- Koninklijk Museum voor Schone Kunsten, Antwerpen
- Joods Historisch Museum, Amsterdam
- Museum Boijmans Van Beuningen, Rotterdam[1]
- Museum van Bommel van Dam, Venlo
- Museum voor Moderne Kunst Arnhem, Arnhem
- Museum voor Schone Kunsten, Gent
- Princessehof Leeuwarden
- Rijksmuseum, Amsterdam[2]
- Stedelijk Museum
- TextielMuseum, Tilburg[3]
- Van Abbemuseum (Eindhoven), Eindhoven
- Museum MORE, Gorssel
- Kasteel Ruurlo, Ruurlo
- Museum de Fundatie, Zwolle

### Illustratie(s)
- Perron, E. Du (1941). Een grote stilte. Stols, ’s-Gravenhage. 4 p. (Orpheus, nr.11). Tekening.
- Nijhoff, M. (1941). De vogel. Stols, ’s-Gravenhage. 4 p. (Orpheus, nr.9). Tekening.
- Vriesland, Victor E. van (1932). Amsterdamsche bohème : gedicht. Stols, Maastricht/Brussel. 1 blad, eenzijdig bedr. (Rijmprenten en planodrukken, nr.6.) Tekening.
- Perron, E. Du (1928). Sonnet van burgerdeugd : gedicht. Stols, Maastricht/Brussel. Plano. (Rijmprenten en planodrukken ; nr. 2). Houtsnede.
- Perron, E. Du (1928/1926). Bij gebrek aan ernst. Uitgebr. heruitg. Stols, Maastricht/Brussel. 158 p. Oorspr. uitg.: onder het pseud. Duco Perkens. Simonson, Brussel, 1926. Tekening.
- Perron, E. Du (1928/1926). Bij gebrek aan ernst, zijnde de volledige werken van Duco Perkens. Simonson, Brussel. 183 p. Tekeningen.
- Perkens, Duco (1925). Een tussen vijf. De Driehoek, Antwerpen. 30 p. (Cahiers van De Driehoek). Tekening.